# Glaceertechniek
De glaceertechniek is een oude schildertechniek voor olieverf waarbij laag over laag zeer diepe en glansrijke schilderijen kunnen worden gemaakt. Deze techniek werd dan ook veel gebruikt in de Vlaamse en Nederlandse schilderkunst uit de 17e eeuw.
De techniek werkt als volgt:
1. Gedetailleerde tekening op het schildersdoek, bijvoorbeeld met krijt.
2. Hier overheen wordt een licht getinte grondlaag aangebracht, de imprimatura. Dit kan grijs zijn, maar ook een kleur, die dan als het schilderij voltooid is nog door het geheel heen schemert. Rubens gebruikte bijvoorbeeld hiervoor graag rood. De onderliggende tekening schemert nog door de kleur heen.
3. Vervolgens wordt in één of twee kleuren een onderschildering gemaakt in licht en donker. Hiervoor wordt soms tempera gebruikt, maar het kan ook met schrale olieverf. De lichtste delen van het onderwerp worden met witte verf geaccentueerd, dit heet het zogenaamde hogen.
4. Overschildering in verschillende dunne lagen transparante verf. Voordat een nieuwe laag glacis wordt aangebracht, moet de vorige laag zeer goed gedroogd zijn. Indien nodig wordt tussentijds opnieuw "gehoogd".
5. Laatste glaceerlaag om de schaduwen te verdiepen.
6. Vernis en inlijsten.

## Voor- en nadelen
Door de lange droogtijd vergt het laag over laag schilderen veel meer tijd dan het nat in nat schilderen. Het grote voordeel is, dat bij deze techniek een aantal moeilijke stappen uit het schilderen uit elkaar getrokken worden.
- Door eerst de tekening gedetailleerd op te zetten, hoeft er later niet meer zo nagedacht te worden over de compositie.
- Door eerst het schilderij in toonwaarden op te zetten kan de schilder zich eerst concentreren op de vorm van alle voorwerpen, zonder zich om de kleur te hoeven bekommeren. Een zwarte biljartbal wordt dan dus net zo geschilderd als een rode appel of een wit ei. Het direct schilderen van een glanzende zwarte biljartbal zou uiterst moeilijk zijn.
- Het aanbrengen van kleur vindt pas in de laatste fase plaats. De schilder hoeft zich dan niet meer te bekommeren over de compositie en de juiste vormen.

De schilder moet wel beschikken over grote kennis van wat de kleurlagen met elkaar doen. De juiste kleur wordt namelijk niet direct gemengd op een palet, maar de uiteindelijke kleur verschijnt pas als alle lagen zijn aangebracht. Een nadeel van deze schildertechniek is volgens sommigen dat de spontaniteit uit het werk verdwijnt.
In vroeger eeuwen was een van de belangrijkste redenen om de techniek te gebruiken het gegeven dat door de transparantie van de verflaag de verzadiging van de kleur toeneemt. In een tijd dat er nog maar weinig kleurkrachtige pigmenten voorhanden waren, was dat een zeer groot voordeel.